# Jenny Hippenmeyer
Jenny Hippenmeyer (* 31. Mai 1851 in Zürich; † 26. Mai 1911 in Jakarta) war eine Schweizer Malerin und Mitbegründerin der «Kunstschule für Damen» in Köln.

## Leben und Werk

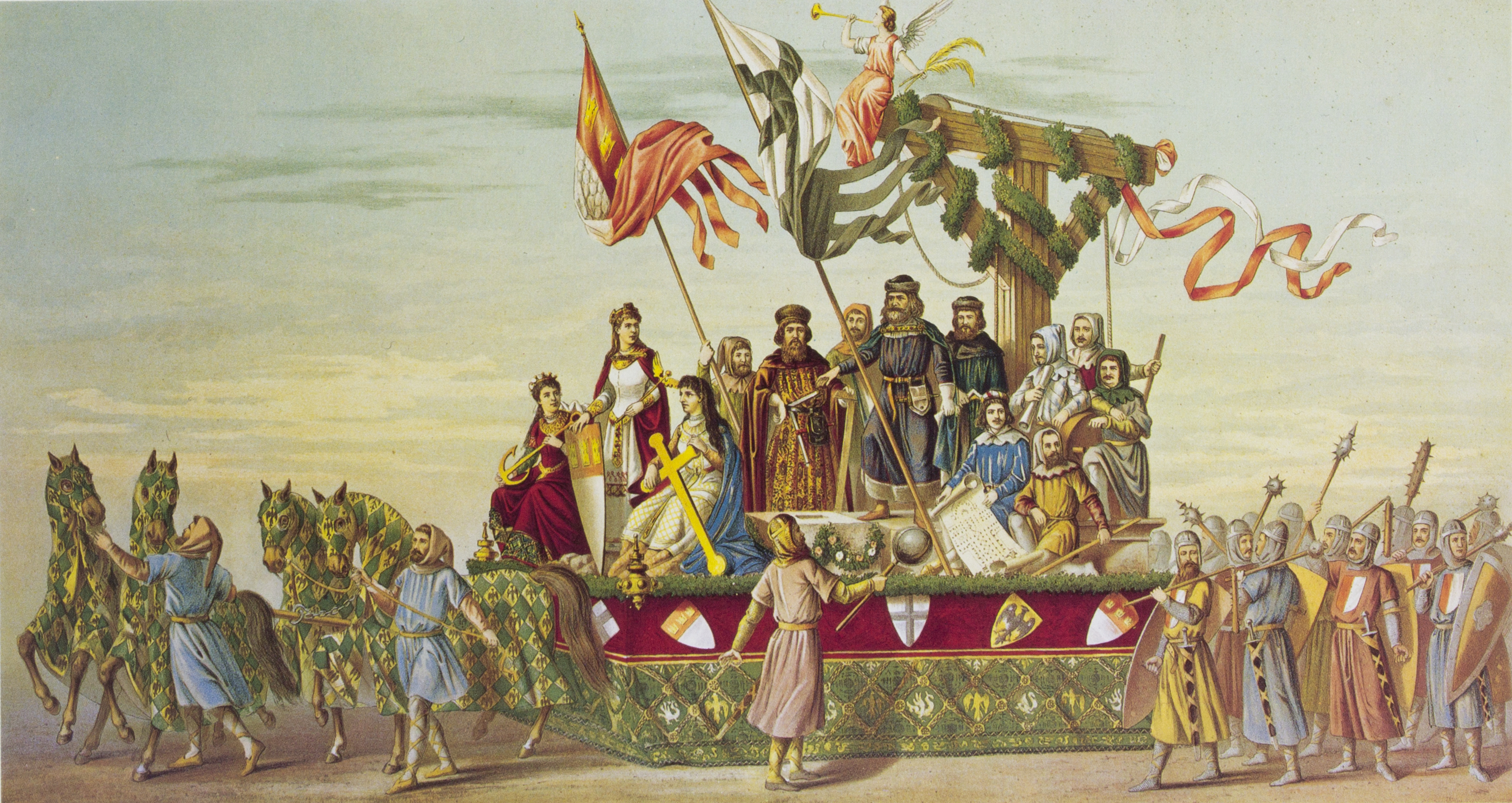
Auf dem vorderen Teil des Wagens befanden sich die Personifikationen Colonia (Frl. M. Welter), Spes (Jenny Hippenmeyer) und Pietas (Frl. Feldhaus)

Jenny Hippenmeyer stammte aus einer Gottlieber Familie der Oberschicht. Sie studierte in Florenz, München, Zürich und Paris. Hippenmeyer malte Porträts, Stillleben und Genrebilder. Ihre Werke stellte sie in der Schweiz und in Deutschland aus.
1892 zog Jenny Hippenmeyer nach Köln. Dort gründete sie Ende des 19. Jahrhunderts zusammen mit ihrer Lebensgefährtin Emma Bindschedler eine «Kunstschule für Damen». Nach Bindschedlers Tod führte sie die Schule weiter. Während des Historischen Festzugs von 1880 fuhr Hippenmeyer auf dem ersten Festwagen des Zuges in der zweiten Gruppe in einem von Hermann Otto Pflaume entworfenen Wagen mit, der die Grundsteinlegung des Kölner Doms im Jahr 1248 darstellte.